# Uit oude grond
Uit oude grond is het derde album van de Gelderse folkmetalband Heidevolk. Het album werd uitgebracht op 26 maart 2010. Op 2 april was de presentatie tijdens het straalschijfontketenfeest in Luxor Live te Arnhem. Het album kwam uit op cd en vinyl.

## Tracklist
1. Nehalennia (5:19)
2. Ostara (4:39)
3. Vlammenzee (3:57)
4. Een Geldersch Lied (4:09)
5. Dondergod (4:03)
6. Reuzenmacht (5:19)
7. Alvermans Wraak (5:13)
8. Karel van Egmond, Hertog van Gelre (5:16)
9. Levenslot (4:26)
10. Deemstering (3:13)
11. Beest Bij Nacht (4:47)

## Trivia
- Van het nummer Nehalennia verscheen een officiële videoclip.
- Het album kent 2 instrumentale nummers, te weten:  Alvermans Wraak en Deemstering.
- Het nummer Een Geldersch Lied is een gedicht van Anthony Christiaan Winand Staring op muziek gezet door Heidevolk.